# Bernart Arnaut Sabata
Bernart Arnaut Sabata (fl. XII secolo) è stato un trovatore che scrisse in lingua occitana, non meglio precisato nelle scarsissime fonti documentali pervenuteci, forse identificabile con il joglar di Guilhem de Berguedan, chiamato testualmente in maniera diversa Arnaut, Arnaudon o Sabata.
Gli si attribuisce una canso, contesa con Perdigon, e in due manoscritti una canso di Peirol